# Jelena Petrovna Blavatskaja
Jelena Petrovna Blavatskaja (rus. Елена Петровна Блаватская, eng. Helena Petrovna Blavatsky, ukr. Олена Петрівна Блаватська; rođena von Hahn) (Dnjipro, Ukrajina, 12. kolovoza 1831. - London, V. Britanija, 8. svibnja 1891.), njemačko-ruska ezoteričarka, mističarka i spisateljica; osnivačica teozofskog pokreta i Teozofskog društva.

## Životopis
Rodila se 1831. u gradu Jekaterinoslavu (danas Dnjipro) u Ukrajini u njemačkoj plemićkoj obitelji, kao kći pukovnika Petra Aleksejeviča von Hahna i književnice Jelene Andrejevne. Godine 1849. udala se za znatno starijeg Nicefora Vasiljeviča Blavatskog i započela putovati po svijetu, osobito u Indiju, i dolaziti u doticaj s različitim mističnim tradicijama, te izučavati okultizam i spiritualizam.
Godine 1873. doselila se u New York gdje je 1875. zajedno s pukovnikom Henryjem Steelom Olcottom i Williamom Quanom Judgeom, osnovala Teozofsko društvo (eng. The Theosophical Society) i posvetila se humanitarnom i obrazovnom radu.
Uskoro nakon izdavanja svog prvog djela "Razotkrivena Izida" (eng. Isis Unveiled), koje je publicirano 1877. godine, zaputila se s Olcottom u Indiju, gdje je radila na obnovi i promicanju orijentalnih filozofskih i religijskih ideja, pišući u časopisu The Theosophist, koji je osnovala i uređivala. U Indiji je, skupa s Olcottom, utemeljila novo sjedište Teozofskog društva. Na Šri Lanci se upoznala s budističkim idejama koje je također inkorporirala u teozofsku misao.
Godine 1884. suočila se s optužbama zbog prijevare i krivotvorenja, zbog istrage koju je protiv nje pokrenulo "Društvo za psihološko istraživanje" (eng. Society for Psychical Research). Istraga koju je protiv nje u Indiji proveo Richard Hodgson, zadala je težak udarac njoj i teozofiji, zbog čega je napustila Indiju i otputovala u London, gdje je nastavila s daljnjim organizacijskim i spisateljskim djelovanjem. Njeno najvažnije djelo, "Tajna doktrina" (eng. The Secret Doctrine) izdano je 1888. godine, a iste je godine pomogla W. Q. Judgeu osnovati ezoterično Teozofsko društvo. Nedugo zatim, napisala je "Ključ za Teozofiju" (eng. The Key to Theosophy) i "Glas tišine" (eng. The Voice of the Silence).
Godine 1890. postala je predsjednicom novoosnovane europske podružnice Teozofskog društva na čelu kojeg je ostala do smrti sljedeće godine.

## Djela
- Razotkrivena Izida (1877.)
- Iz pećina i džungli Hindustana (1883.)
- Tajna doktrina antike (1888.)
- Glas tišine (1889.)
- Ključ za teozofiju (1889.)
- Teozofski rječnik (1892.)